# Александровка (Большеболдинский район)
Алекса́ндровка — нежилая деревня в Большеболдинском районе Нижегородской области. Относится к Пермеевскому сельсовету, расположена в 5 км к западу от районного центра и в 3 км к северу от центра сельсовета.

## История
Земли, на которых находится Александровка, принадлежали в разное время дворянам Жеребцовым, Собакиным и Федорчуковым. Образовалась деревня в 1856 году, сюда переселяют несколько дворов из села Илларионово. Всего 28 дворов, в которых душ мужского пола — 82, женского — 86.
По уставной грамоте от 9 сентября 1862 года в деревне Александровке, перешедшей после смерти штаб-ротмистрши Александры Сергеевны Салтыковой к ее дочери Наталье Сергеевне Жеребцовой, по 10 ревизии крестьян мужского пола — 82 души; земли — 226 десятин и 1500 саженей (247,701 га). Из них пашни — 210 десятин, лугов — 6 десятин 2000 саженей, усадебной земли — 9 десятин 1900 саженей.
Имелось два пруда, рыбачить в которых крестьянам запрещалось. Также, безвозмездно, крестьянам передавались в дар земли в Ермаковой поляне и Масягином враге, по истоку Осинового врага.
Вводная на имение была выдана Н. С. Жеребцовой 30 октября 1862 года.
В 1925 году, когда Илларионовский сельсовет вышел из Староахматовской волости Сергачского уезда, в него вошла д. Александровка. В марте 1958 г. Александровка вышла из Илларионовского сельсовета и вошла в Пермеевский сельский совет. 1 января 1969 года решением облисполкома создан Сергеевский сельсовет. В него перешла Александровка. После референдума 08 августа 2009 г, на котором был ликвидирован Сергеевский сельсовет, Александровка вновь вошла в Пермеевский сельсовет.
В конце зимы 1928 года в деревне организовали колхоз «Удар по капиталу». Председателем его стал Рожков Петр Михайлович. В колхозе была мельница, кузнеца, телятник, свинарник, курятник, овчарня. От мельницы, через ручей, стояли запарники, в одном варили для скота картофель, в другом свеклу. Выше ручья был пруд, слева от него свинарник, напротив — овчарня, чуть подальше коровник и конюшня.
В 1932 году на земле площадью в 1 га был заложен сад. В 1935 году в колхозе появилась молочно-товарная ферма. Колхоз расцветал.
Примерно 80 земляков были призваны в ряды Красной армии в годы Великой Отечественной войны. Все мужчины ушли на защиту Родины. В колхозе остались женщины, дети и старики. Те, кто не мог взять в руки оружие, своим самоотверженным трудом отвечали на призыв «Все для фронта! Все для Победы!». Белье, полушубки, валенки и другие теплые вещи колхозники отправляли на фронт. Для нужд фронта в колхозе выделили две лошади. Несмотря ни на что, колхоз успешно справился с выполнением хозяйственных задач. В годы Великой Отечественной войны колхоз возглавляли Рожкова Пелагея Петровна- с сентября 1941 по декабрь 1941 г.г., и Шерстнев Федор Тарасович с декабря 1941 по 1952 год.
Илларионовский сельсовет постоянно занимал первенство в социалистических соревнованиях, показывал пример другим. Колхоз «Удар по капиталу» был одним из лучших в районе в военное время. В районной газете «Колхозная трибуна» печаталась Доска Почета, колхоз часто занимал в ней первое место.
Война закончилась, фронтовики вернулись, и колхоз стал крепнуть на глазах. В 1946 году площадь колхозного сада была расширена до 47 га. В 1947 году колхоз приобрел через «Сельхозснаб» новые молотилки. Кроме того, колхоз получил приводы к молотилкам, лапчатые культиваторы и другие сельскохозяйственные машины.
В том же 1947 году была создана партийная организация. Секретарем партийной организации колхоза «Удар по капиталу» был Дубровин Андрей Осипович.
Школа в деревне была начальная. Первая школа находилась через дорогу от мельницы, первым учителем был Рожков Александр Емельянович. Он начал работать после ранения на войне. В 1947—1948 школа сгорела. Начали строить новую школу посередине деревни, на берегу пруда. В здании было две классные комнаты. Сначала учились в две смены- было много детей, а потом занятия были в одном классе, с 8 часов 1 и 3 классы, а с 11 часов 2 и 4 классы. Учительствовали в новом здании в разное время Москвин Виктор Иванович и Кузнецов Александр Васильевич. В 1971 году школу закрыли. После закрытия школы Виктор Иванович работал председателем сельсовета. Старшеклассники ходили в школу Пермеево.
Один раз за лето на стену школы вешали белые простыни, ставили лавки и показывали кино. Рядом со школой построили маленький магазин. Бессменным продавцом долгие годы была Екатерина Москвина.
Летом 1961 года в деревню был проведен свет.
Клуба в деревне не было. Молодежь ходила в Сергеевку на танцы или кино. В Александровке молодежь собиралась в чьем-нибудь доме. Там пели песни, что-нибудь вязали, играла гармонь или балалайка. Зимой, около моста, родители делали детям карусель. Забивали в лед кол, надевали на него колесо от телеги, привязывали веревку, а к ней санки.
Александровка была приходской деревней с. Илларионово. В церковь ходили только по праздникам. Крестили детей и взрослых в Сергеевке.
В 1952 году Александровский колхоз прекратил существование и вошѐл в состав сельхозартели «Коллективный труд» из соседнего села Сергеевка. Затем был создан совхоз «Большевик». После распада колхоза начали увозить скот, ломать дворы, люди начали уезжать.

## Население
| 1859 | 1895 | 1916 | 1925 | 1989 | 1999 | 2002 |
| ---- | ---- | ---- | ---- | ---- | ---- | ---- |
| 168  | ↗211 | ↗231 | ↗248 | ↘0   | ↗1   | ↘0   |
| 2010 |      |      |      |      |      |      |
| →0   |      |      |      |      |      |      |

## Инфраструктура
В деревне сохранились несколько жилых и хозяйственных строений, огороды возделываются приезжими жителями окрестных деревень. Есть пруд и остатки колхозного сада.